# Bohdašínský potok (přítok Metuje u Nového Města)
Bohdašínský potok je levostranný přítok Metuje tekoucí z Bohdašína do Nového Města nad Metují.
Pramení nad Bohdašínem v nadmořské výšce 485 m. Na středním toku vytváří potok hluboce zaříznuté Klopotovské údolí se zalesněnými skalnatými svahy, podle nějž se potoku někdy přezdívá Klopotovský. V údolí se nachází několik oblíbených turistických cílů:
- Vaňkova skála – oblíbené místo pro táboření
- Mertova díra – štola, kde se ve středověku dolovaly drahé kovy
- Lesníkova studánka s upraveným prameníkem[2]
- Obory se zvířaty (vysokou zvěří, divokými prasaty)[4]

Údolím v tomto úseku vede žlutá turistická značka ze Slavoňova.
Na svém dolním toku potok obtéká zříceninu hradu Výrov a u Sepského mostu se vlévá do Metuje.
Potok byl předmětem reintrodukce raka říčního do českých vod.